# Bandeja paisa
La bandeja paisa est un plat colombien, très représentatif de la région correspondant aux actuels territoires d'Antioquia, Vieux Caldas, Axe Cafetero (Caldas, Quindío et Risaralda), nord de la vallée du Cauca et nord du Tolima. Il est typique de la cuisine d'Antioquia (es).
La caractéristique fondamentale de ce plat est son abondance, ainsi que sa variété d'aliments. La bandeja paisa complète se sert uniquement en plateau.
Dans sa forme et composition actuelle, c'est un plat relativement récent, qui n'apparait pas dans les livres de cuisine antérieurs à 1950 ni dans autres documents antérieurs à cette date dans la gastronomie colombienne[réf. nécessaire].

## Ingrédients
Ce mets se sert sur plusieurs plateaux. Dans sa présentation classique traditionnelle ou autochtone, il est composé de quatorze ingrédients invariables, dont deux accompagnements :
- riz blanc
- viande hachée, et suée ou rôtie
- chicharrón
- œuf frit
- tranches de banane mûre ou patacón
- chorizo antioqueño avec du citron
- arepa antioqueña
- hogao avec tomate et oignon
- haricots Cargamanto
- tomate
- avocat

Accompagnement
- mazamorra avec du lait ;
- panela molida, ou sandwich de guayaba

## Plats similaires dans d'autres régions du monde
Il existe un certain nombre de plats similaires dans d'autres régions du monde. Ainsi, arroz con gandules (es) est la version de Porto Rico, Baked beans la version britannique, le cassoulet est la version française. Il existe également la fabada asturiana, la feijoada, la version brésilienne, gallo pinto, la version du Costa Rica et du Nicaragua. Hoppin' John (en) est l'équivalent dans le sud des États-Unis et le kongbap est une recette coréenne avec du riz et des haricots tandis que le mjadra est un plat de riz et de lentilles du Moyen-Orient.
Moros y cristianos est la version cubaine et pavillon criollo (es) la version vénézuélienne. Rajma est un plat de haricots indien généralement servi avec du riz et les red beans and rice (en) sont un plat typique de Louisiane.